# Paradrina rebeli
Paradrina rebeli ist ein Schmetterling (Nachtfalter) aus der Familie der Eulenfalter (Noctuidae). Die Art ist endemisch auf den Kanarischen Inseln.

## Merkmale
Die Falter erreichen eine Flügelspannweite von 26 bis 31 Millimetern. Die Grundfarbe der Vorderflügel variiert von Grau bis Braun; es gibt aber auch verdunkelte Exemplare. Die dunkle innere Querlinie ist schwach gewellt bis gezackt. Die äußere Querlinie ist dagegen weitgehend aufgelöst und besteht nur noch aus einzelnen dunklen Flecken. Auch der Mittelschatten ist nur undeutlich. Die dunklen Nierenmakel sind sehr deutlich, die Ringmakel klein und undeutlich. Dagegen ist die dunkle Wellenlinie am äußeren Ende meist gut entwickelt, mit einzelnen Pfeilflecken. Sie ist nach außen oft braun unterlegt. Die Saumlinie ist mit schwarzen Flecken besetzt. Am Vorderrand des Vorderflügels sitzen drei schwarze Flecken. Die Hinterflügel sind hellbraun bis cremefarben mit einer etwas dunkleren Saumlinie.

## Lebensweise
Die Art fliegt das ganze Jahr hindurch in mehreren Generationen. Die Raupe ist polyphag.

## Vorkommen und Verbreitung
Die Art ist endemisch auf den kanarischen Inseln La Palma, El Hierro, La Gomera, Teneriffa, Gran Canaria, Fuerteventura und Lanzarote. Sie kommt dort von den feuchteren Küstenregionen bis in höhere Lagen vor.

## Systematik
Die Art wurde 1901 von Otto Staudinger als Unterart der Sandflur-Staubeule (Paradrina selini) beschrieben. Caradrina rebeli lapalmae Pinker, 1962, Caradrina rebeli grancanariae Pinker, 1962, Caradrina lanzarotensis Pinker, 1962, Caradrina lanzarotensis fuerteventurensis Pinker & Bacallado, 1975 und Caradrina rebeli hierrensis Pinker, 1969 werden inzwischen als Synonym von Paradrina rebeli betrachtet. Die Art wird dort zur Gattung Caradrina gestellt; Paradrina Boursin, 1937 wird als Untergattung zu Caradrina Ochsenheimer, 1816 gestellt.